# 多彩玉黍螺
多彩玉黍螺（学名：Littoraria pallescens），是中腹足目玉黍螺科玉黍螺属的一种。主要分布于中国大陆、台湾，常栖息在红树林上。